# Secugnago
Secugnago est une commune italienne de la province de Lodi, dans la région Lombardie.

## Géographie
Le village de Secugnago se trouve à mi-chemin entre Casalpusterlengo et le chef-lieu de la province, Lodi.

## Administration
| Période                                  | Période | Identité | Étiquette | Qualité |
| ---------------------------------------- | ------- | -------- | --------- | ------- |
|                                          |         |          |           |         |
| Les données manquantes sont à compléter. |         |          |           |         |

### Communes limitrophes
Turano Lodigiano, Mairago, Brembio, Casalpusterlengo